# Posistor

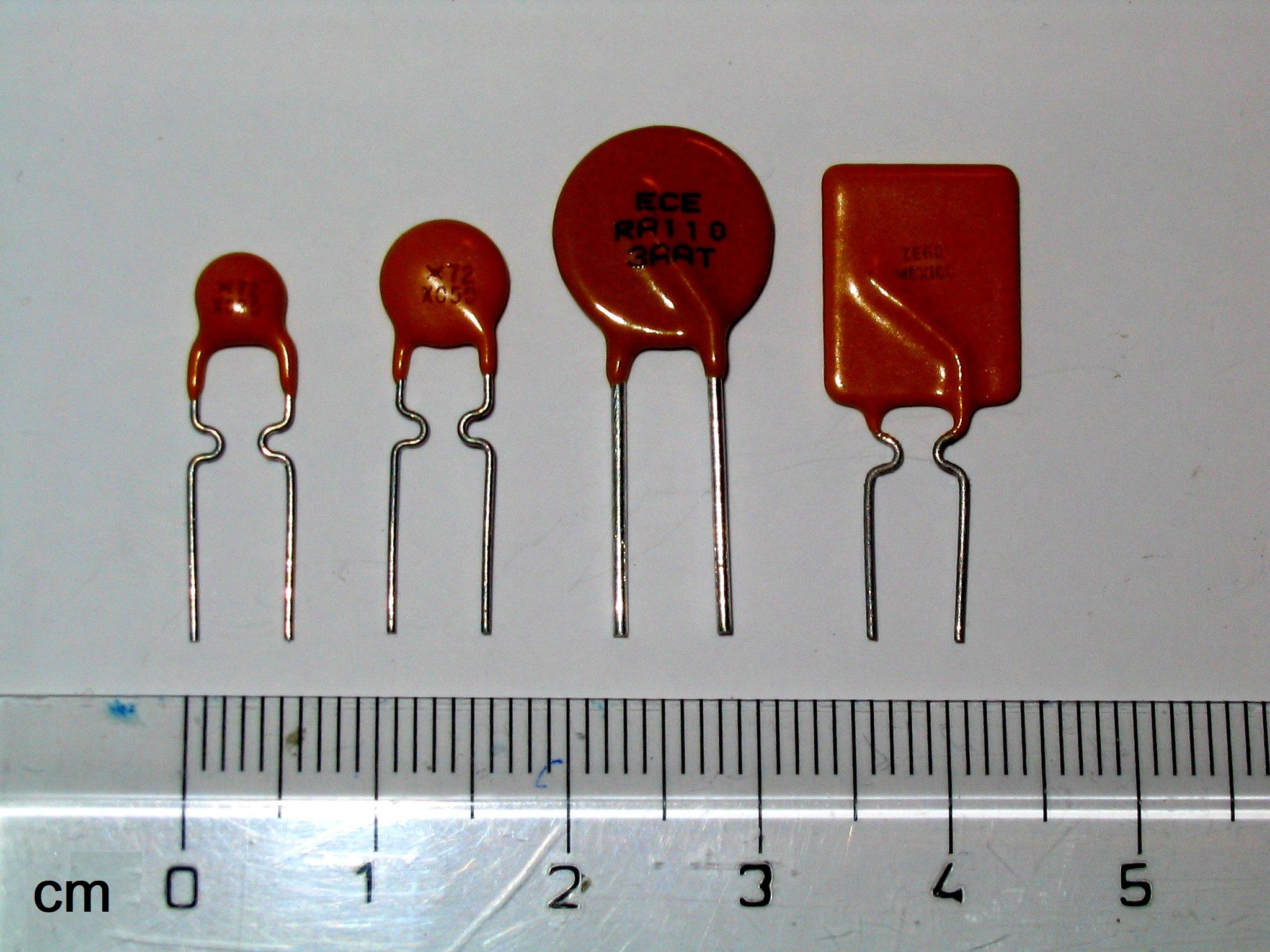
Un Posistor de type (CTP).

Un posistor est un composant électronique proche de la thermistance.

## Fonctionnement/Théorie
Un posistor est la combinaison d'une résistance à coefficient de température positif (CTP) et d'un élément chauffant.

## Applications
Il est communément utilisé dans les circuits de démagnétisation des téléviseurs à tube cathodique.